# Ироха
Ироха, съкратено от Ироха-ута (на японски: いろは歌), е японска поема от епохата Хеян (794 – 1179), чието авторство се приписва на будисткия монах Кукай (774 – 835). По-нови изследвания хвърлят нова светлина върху датировката на творбата, с което изключват реалната намеса на Кукай в създаването ѝ. Поемата е изцяло написана в сричковата писменост кана, а всяка сричка е използвана само един път като по този начин е действителна панграма. До началото на периода Мейджи през втората половина на 19 век ироха е утвърдената система за подредба на всичките 48 срички използвани в кана. Ироха е постепенно изместена от системата годжуон (五十音), която се използва в съвременния японски език.
Поемата в повечето случаи се изписва с хирагана.

## Текстът
За първи път Ироха се повявява в Конкомьосайшоокьо Онги (金光明最勝王経音義), под формата на седем реда: шест реда с по седем мори и един ред с пет мори. Първоначално текстът е написан на ман'йогана (архаична форма на кана, използваща китайски йероглифи):

以呂波耳本へ止

千利奴流乎和加

餘多連曽津祢那

良牟有為能於久

耶万計不己衣天

阿佐伎喩女美之

恵比毛勢須

| いろはにほへと  | i ro ha ni ho he to  | и ро ха ни хо хе то | 色は匂へど | Iro wa nioedo   | Иро уа ниоедо    | ABCDEFG |
| ちりぬるを      | chi ri nu ru wo      | чи ри ну ру уо      | 散りぬるを | Chirinuru o     | Чиринуру о       | HJKLM   |
| わかよたれそ    | wa ka yo ta re so    | уа ка йо та ре со   | 我が世誰ぞ | Waga yo tare zo | Уага йо таре дзо | NOPQRS  |
| つねならむ      | tsu ne na ra mu      | цу не на ра му      | 常ならん   | Tsune naran     | Цуне наран       | TUVWX   |
| うゐ1のおくやま | u wi no o ku ya ma   | у уи но о ку я ма   | 有為の奥山 | Ui no okuyama   | Уи но окуяма     | YZ––––  |
| けふこえて      | ke fu ko e te        | ке фу ко е те       | 今日越えて | Kyō koete       | Кьо коете        |         |
| あさきゆめみし  | a sa ki yu me mi shi | а са ки ю ме ми ши  | 浅き夢見じ | Asaki yume miji | Асаки юме миджи  |         |
| ゑ1ひもせす     | we hi mo se su       | уе хи мо се су      | 酔ひもせず | Ei mo sezu      | Ей мо седзу      |         |

1 Каните ゐ [wi] и ゑ [we] са архаични и официално вече не се използват
| „                                                                                             | Although its scent still lingers on the form of a flower has scattered away For whom will the glory of this world remain unchanged? Arriving today at the yonder side of the deep mountains of evanescent existence We shall never allow ourselves to drift away intoxicated, in the world of shallow dreams. | “ |
| Англоезичен превод на Проф. Рюичи Абе, преподавател по японски религии в университета Харвард | |   |